# Йоан Таронит (епарх на Константинопол през 1107 г.)
Йоан Таронит (на гръцки: Ἰωάννης Ταρωνίτης) е византийски аристократ от края на XI и началото на XII век, заемал висши длъжности и титли при управлението на император Алексий I Комнин, който го назначил за епарх на Константинопол в началото на ноември 1107 г.
Сведенията за живота, произхода и кариерата на Йон Таронит са изключително оскъдни. За него се споменава в „Алексиада“ на Анна Комнина и в регистрите на синода, провел се във Влахерна през 1094 г. Според Анна Комнина Йоан Таронит бил мъж от благороден род, приет още като дете на служба при Алексий Комнин, на когото дълго време Йоан Таронит бил секретар (на гръцки: ύπογραμματεύων, ипограматевон). Фамилията Таронит, с която Йоан се споменава в двата извора, позволява да се заключи, че той е част от аристократичния род на Таронитите, произхождащи от клан на арменски князе от областта Тарон. Въпреки че благородният произход на Йоан е потвърден от Анна Комнина, в изворите липсват сведения, които да позволят възстановяване на пълното му родословие, на което се градят връзките му с Таронитите.
За първи път името на Йоан Таронит се споменава сред присъстващите на Влахернския събор от 1094 г., който осъдил епископ Лъв Халкедонски в ерес. В регистрите на събитието Йоан Таронит се споменава сред членовете на синода, на осемнадесето място след новилисима Михаим Диавантин и преди протокуропалат Михаил Варис. Йоан е засвидетелстван с титлата протокуропалат и като изпълняващ важната длъжност препозит за молбите, което го прави един от тримата известни препозити за молбите на император Алексий I Комнин наред със спатарокандидата Василий (май 1081 – юли 1084) и Константин Хиросфакт (април 1088).
В „Алексиада“ се разказва, че в началото на ноември 1107 г. императорът напуснал столицата и се отправил към Солун, за да посрещне новото нападение на норманите на Боемунд Тарентски при Дирахиум. По това време епарх на столицата бил Варда Ксир. Около 5 – 6 ноември, когато императорът достигнал Хировакхи (между днешните Буюкчекмедже и Кючукчекмедже), той назначил Йоан Таронит за нов епарх на Константинопол. В тази връзка Анна Комнина отделя място, за да възхвали интелектуалните и морални качества на Йоан Таронит, представяйки го като забележителен диалектик и юрист, вещ познавач на ромейските закони и императорските наредби, който се славел с бързината на своята мисъл и свободата на своя език, с което, очевидно, Анна Комнина оправдава мъдрия избор на баща си да го назначи за управител на столицата в свое отсъствие.
Според руския византолог Александър Каждан няма основание за отъждествяване на епарха Йоан Таронит от разказа на Анна Комнина с препозита за молбите и куропалат Йоан Таронит, участвал в събора от 1094/95 г. Каждан отхвърля заключението на Пол Готие, аргументирано със сходствата в имената на двете лица, изтъквайки, че името Йоан е изключително популярно в рода на Таронитите и аргументът на Готие в случая не звучи убедително.

## Цитирана литература
- Гръцки извори за българската история, Т. VIII. София: БАН, 1972, http://www.promacedonia.org/gibi/8/index.html
- ((ru)) Каждан, Александър (1975). Армяне в составе господствующего класса Византийской империи в XI – XII вв. Ереван: Издательство АН Армянской ССР
- ((fr)) Adontz, Nicholas (1936). Les Taronites à Byzance. – Byzantion, 11(1),  21 – 42, JSTOR 44168263, http://www.jstor.org/stable/44168263
- ((fr)) Adontz, Nicholas (1965) [1936]. Les Taronites en Arménie et à Byzance. – Études armeno-byzantines. Livraria Bertrand,  197 – 264, https://archive.org/details/Adontz19341936Taronites/page/247/mode/1up?view=theater
- ((fr)) Gautier, Paul (1971). Le synode des Blachernes (fin 1094). Étude prosopographique. – Revue des études byzantines, 29,  213 – 284, doi:10.3406/rebyz.1971.1445, http://www.persee.fr/doc/rebyz_0766-5598_1971_num_29_1_1445
- ((fr)) Skoulatos, Basile (1980). Les personnages byzantins de l'Alexiade: Analyse prosopographique et synthèse. Louvain-la-Neuve: Nauwelaerts